# 第三等级

法国等级制度图解

在法国旧制度中，第三等级（法語：Tiers état）指的是当时法国社会中除了教士阶级、贵族阶级之外的其他公民组成的阶级。第三等级不像前两个等级一般拥有封建特权，并且担负纳税和其它封建义务。“第三等级”一词的来源是从中世纪留传下来的三级会议中的分级制度。

## 组成
按照定义划分，所有非教士非贵族（“教、俗封建主”）的法国人，也就是占了法国人口比例绝大部分的农民、工人、商人、军人、手工艺者、地主以及资产阶级，都是第三等级的组成部分。1789年时第三等级已经占到法国总人口的95%以上。但就是这个最广泛最众多的等级，享有的政治权力却少得可怜。

### 内部分野
第三等级中有投票权的主要是家庭中的尊长、资产阶级以及地主，他们尽管不是贵族，但有一定的财富基础。
中世纪时，农奴没有投票权，不属于任何一个等级。佣人、流浪汉、手工艺人等就更不必说，他们的权利直到大革命后才显现出来。这些被旧制度排除在外的“无产阶级”是法国大革命，这个本是一场资产阶级的革命的忠实追随者，但在大革命后，资产阶级通过纳税选举制将这些人再次排除在投票制度之外。

### 女性
在旧制度中，妇女的地位是特殊的。在一定条件（主要是金钱的条件下），寡妇和未婚女子都拥有选举权，甚至被选举权（取决于财富），在议会中，她们处于一种候补投票者的地位。妇女们在撰写陈情书时显得很有参与性，如1789年的情况一样。

## 赋税
第三等级负担了几乎所有的税赋。以农民为例。一个农民需要缴纳的税有：
- 年贡（cens）：交给领主，一般并不多。
- 田租（champart）：当年收成的一部分，交给领主。
- 杂税：为使用领主的磨坊和压榨机（榨油及榨葡萄酿酒等用的）交的税。
- 三十年税：租地的农民每隔三十年交给领主，以证明这块地不是他自己的。换领主时也需交纳。
- 土地交易税：农民可以买卖租来的土地，但卖者需向领主交纳地价的10%。
- 继承税：租地的农民去世后，如果他的儿子想继承土地，就要向领主交纳继承税。
- 人头税：交给国王。
- 什一税：收成的10%，交给本堂神父。

## 政治地位
无论在行省议会还是三级会议上，第三等级都有一定的影响力，尽管并不是由于他们自身的力量。法国王室常常借助第三等级的力量来使前两个等级屈服。此外，16世纪时的很多重要法令都是建立在第三等级的陈情书上的。第三等级在很长一段时间里被王室借用来抵御封建贵族和教会的力量。
实际上，在革命前，第三等级主要是代表法律工作者的地方。1614年，在187名第三等级代表中，只有三名资产家，两个商人和一个工人，同时还有30名律师，58名军官以及56名法庭官员。1789年的三级会议中，587名第三等级的代表中包括了近200名律师。
1614年后，直到1789年，三级会议不再召开，但第三等级的地位仍体现在行省会议和特别议会中。并且，在路易十六统治时期，第三等级的成员在政府活动中表现活跃，因为前者在这方面的事务上不肯让贵族插手。

## 推翻封建階級的大革命

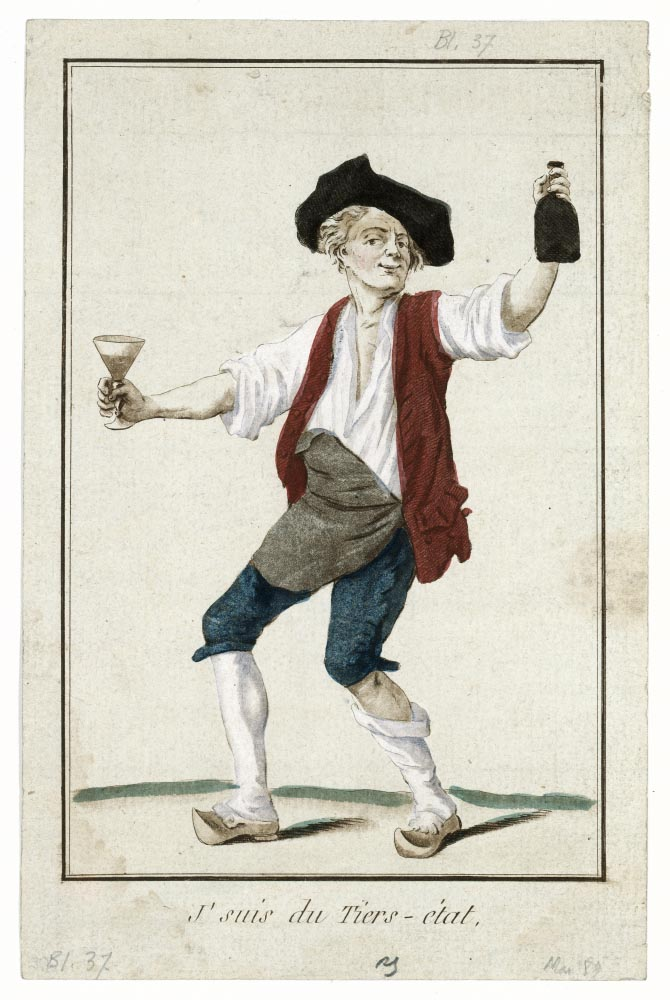
“我是第三等级”，无名氏

法国大革命前夕，由于国王财政困窘，1789年5月5日在凡尔赛重新召开三级会议。这是第三等级在法律上最后一次发挥作用。
在陈情书中，第三等级明确提出：
1. 改革税制
2. 废除封建時期上層阶级的特权
3. 免除土地税
4. 取消什一税
5. 取消教士和贵族的豁免权

此外一个核心问题是投票的制度--是按等级投票还是按人数投票？如果每个代表都有表决权，则对第三等级有利；如果按等级投票，则两个特权等级的票数将压倒第三等级。第三等级代表要求取消等级区分，按人数表决。提出三个等级一起开会，共同审查代表资格的建议 。在遭到拒绝后，第三等级于6月17日自行召开国民议会。6月20日第三等级代表在网球厅集合，宣誓“如不制订出一部王国宪法并使之得以实施，他们决不解散，”史称“网球厅宣誓”。
法国大革命之后，旧制度被废除，“第三等级”一词的意义也发生了改变。1789年8月11日，制宪议会投票决定“彻底废除封建制度”。第三等级从此在法律上不复存在。但是作为一个名词，“第三等级”成为了“人民”、“群众”甚至“劳苦大众”的同义词，一直沿用下来。政治家、第三等级议员西耶斯在1789年一月发表的《第三等级是什么》中说道：
“谁是第三等级？”
“大家都是。”
“现在他们是什么?”
“什么也不是。”
“他们希望什么？”
“不再什么都不是……”
这段话后来演变成更通俗上口的：
“第三等级有什么？”
“什么都没有！”
“他们要什麼？”
“什么都要！”

## 引用来源
1. ↑  .   [2010-11-06]. （原始内容存档于2010-03-30）.
2. 1 2  http://www.cliohist.net/framesmic.php3?orig=http://www.cliohist.net/moderne/europe/17/cours/chap2.html%5B%5D
3. ↑  Augustin Thierry, Essai sur l'histoire de la formation et des progrès du Tiers État
4. ↑  .   [2007-12-28]. （原始内容存档于2008-02-01）.
5. ↑  .   [2007年12月28日]. （原始内容存档于2007年11月17日）.
6. ↑  .   [2007-12-28]. （原始内容存档于2007-12-05）.
7. ↑  Emmanuel Joseph Sieyès , Qu'est-ce que le Tiers État , p. 1